# Bob Gaudio
Bob Gaudio, nome completo Robert John Gaudio (Bronx, 17 novembre 1942), è un compositore, produttore discografico, cantante e tastierista statunitense.
Bob Gaudio è noto come principale autore della nota band statunitense “The Four Seasons”.
Considerato un compositore poliedrico e prolifico, Bob Gaudio è stato anche produttore di diversi album del gruppo.
Egli divenne noto a soli 16 anni grazie alla partecipazione al gruppo musicale pop The Royal Teens. Nel 1958 incontrò Frankie Valli e dopo poco si unì al suo gruppo, all’epoca noto come i “The Four Lovers” ed in seguito come i “The Four Seasons”.
Nella sua carriera ha scritto la maggior parte delle canzoni con i The Four Seasons, a partire da Beggin' fino alla hit internazionale “December, 1963 (Oh, What a Night)”.

## Biografia

### Esordi e militanza in gruppi musicali
Nato nel Bronx da genitori italiani, maturò un interesse per la musica fin dall'infanzia, iniziando a studiare pianoforte. A 15 anni entrò a far parte del gruppo musicale The Royal Teens, che ottenne un notevole riscontro commerciale con il singolo Shorts Shorts. Gaudio lasciò il gruppo l'anno successivo, per poi entrare a parte dei The Four Seasons. L'attività discografica del gruppo iniziò nel 1962 con il grande successo commerciale del singolo Sherry, brano co-scritto da Gaudio che raggiunse la vetta della Billboard Hot 100 per poi essere posizionata alla numero 481 nella classifica dei singoli di maggior successo di sempre negli Stati Uniti. Il gruppo continuò negli anni ad ottenere un enorme successo commerciale, vendendo milioni di album e portando al successo numerosi altri singoli come Beggin' e Big Girls Don't Cry, anch'essi co-scritti da Gaudio e posizionatasi fra le canzoni di maggior successo di sempre negli Stati Uniti. Il successo del gruppo fu tale da portarli a vendere oltre 100 milioni di copie in tutto il mondo ed a garantire loro dei posizionamenti nella Rock and Roll Hall of Fame e nella Vocal Group Hall of Fame. Nonostante l'attività del gruppo sia andata avanti per decenni, Gaudio decise di interrompere la sua militanza nel 1971 per concentrarsi sulla scrittura e produzione di musica per altri.

### Attività di produttore musicale
Nel corso della sua carriera, Gaudio ha scritto e composto musica per alcuni fra gli artisti di maggior successo di sempre: fra gli altri Michael Jackson, Neil Diamond, Barry Manilow, Diana Ross, Eric Carmen, Nancy Sinatra, Peabo Bryson, George Fox e Roberta Flack. In particolare, Gaudio ha composto sei album interi per Neil Diamond e la sua collaborazione con Barbra Streisand You Don't Bring Me Flowers, che raggiunse la vetta della Billboard Hot 100 e permise a Gaudio di ottenere una nomination ai Grammy Awards. Nel 2006 Gaudio curò la musica dello spettacolo teatrale Jersey Boys, opera dedicata alla storia dei The Four Seasons. Grazie a questa attività, Gaudio vinse un Grammy Award al miglior album di un musical teatrale.